# Emelie Lundberg
Emelie Lundberg (* 10. März 1993) ist eine schwedische Fußballtorhüterin, die seit 2012 bei Eskilstuna United unter Vertrag steht.

## Karriere

### Verein
Lundberg spielte im Jahr 2010 für den damaligen Zweitligisten Mallbackens IF und wechselte zur Saison 2011 zum Zweitligaaufsteiger Eskilstuna United. Von August 2011 bis Juli 2012 stand sie beim Erstligisten KIF Örebro unter Vertrag, absolvierte dort jedoch nur ein Spiel in der Damallsvenskan. Im Sommer 2012 kehrte sie nach Eskilstuna zurück und war Stammtorhüterin der Mannschaft, die 2013 erstmals in der Vereinsgeschichte den Aufstieg in die Erstklassigkeit schaffte.

### Nationalmannschaft
Lundberg absolvierte zwischen 2010 und 2015 insgesamt 13 U-Länderspiele für schwedische Nachwuchsnationalmannschaften. An der Europameisterschaft 2017 nahm sie als dritte Torhüterin im schwedischen Aufgebot hinter Hedvig Lindahl und Hilda Carlén teil.

## Erfolge
- 2013: Meisterschaft in der Elitettan (Eskilstuna United)